# Elattostachys rubrofructus
Elattostachys rubrofructus är en kinesträdsväxtart som beskrevs av F. Adema. Elattostachys rubrofructus ingår i släktet Elattostachys och familjen kinesträdsväxter. Inga underarter finns listade i Catalogue of Life.